# Wilhelmina (Van Lijnschooten)
Wilhelmina is een compositie voor harmonieorkest van de Nederlandse componist Henk van Lijnschooten. Dit werk is gecomponeerd in opdracht van het BUMA-fonds (Bureau voor Muziek-Auteursrechten) en werd voor het eerst uitgevoerd in 1980 ter herdenking van de honderdste geboortejaar van Koningin Wilhelmina der Nederlanden.